# Kārlis Rozentāls
Kārlis Leonhards Rozentāls (deutsch: Karl Leonhard Rosenthal, * 31. Augustjul. / 13. September 1905greg. in Riga; † 23. Dezember 1977 oder 1. Januar 1978 in Sydney) war ein lettischer Fußballspieler deutsch-baltischer Herkunft.

## Karriere und Leben
Kārlis Rozentāls wurde im Jahr 1905 in Riga in die deutsch-baltische Familie von Pēteris Rozentāls (Peter Rosenthal) und seiner Frau Anna Buša (Anna Busch) geboren. Von 1921 bis 1926 besuchte Rozentāls die staatliche Volkshochschule in Riga. 1926 trat er in die Fakultät für Mathematik der Universität Lettland ein, studierte mit Unterbrechungen bis 1942, schloss sein Studium jedoch nicht ab. Von 1934 bis 1935 leistete er seinen Wehrdienst im 7. Sigulda-Infanterieregiment.
Mindestens in der Saison 1932 spielte Rozentāls als Stürmer für den LSB Riga in der Virslīga, der höchsten lettischen Fußballspielklasse.
Am Ende des Zweiten Weltkriegs kam Rozentāls nach Deutschland und wanderte Ende der 1940er Jahre nach Australien aus.